# Anyte
Anyte från Tegea i Arkadien, ca 200-talet f.Kr., var en antik grekisk skald.
Ett tjugotal epigram av hennes skrifter finns bevarade. Tolv av dem är fiktiva gravskrifter över husdjur, en genre som blev mycket populär även i det senare romarriket. Hon skrev även naturlyrik. Hon har trotts vara ledare för en poesiskola på Peloponnesos, men det är inte bekräftat.
Hon ingår i den grupp av nio kvinnliga diktare som av Antipater från Thessalonica jämförs med de nio muserna: Sapfo, Praxilla,   Moero, Anyte, Erinna, Telesilla, Korinna, Nossis och Myrtis.

## Eftermäle
Nedslagskratern Anyte på planeten Merkurius är uppkallad efter henne.